# 圣厄塞布 (上萨瓦省)
圣厄塞布（法語：Saint-Eusèbe，法語發音：[sɛ̃.t‿øzɛb]）是法国上萨瓦省的一个市镇，属于阿讷西区。

## 地理
圣厄塞布（45°55'46"N, 5°57'46"E）面积6.88 平方千米，位于法国奥弗涅-罗讷-阿尔卑斯大区上萨瓦省，该省份为法国东部省份，历史上为薩伏依的一部分，北与瑞士接壤，西接安省，南至萨瓦省，东与瑞士和意大利接壤。
与圣厄塞布接壤的市镇（或旧市镇、城区）包括：菲耶尔河畔欧特维尔、蒂西、沃村、菲耶尔河畔瓦利耶尔。

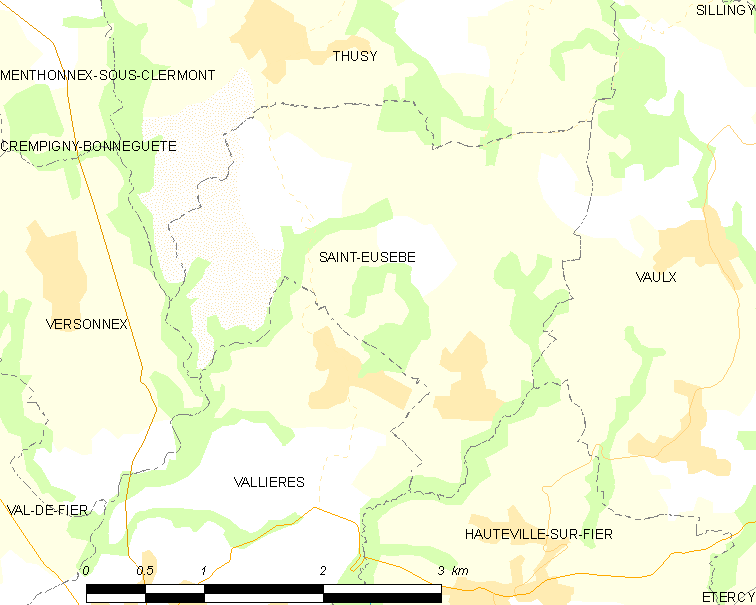
的OSM定位图

圣厄塞布的时区为UTC+01:00、UTC+02:00（夏令时）。

## 行政
圣厄塞布的邮政编码为74150，INSEE市镇编码为74231。

## 政治
圣厄塞布所属的省级选区为吕米伊县。

## 人口

1962-2008年间人口变化图示

圣厄塞布于2022年1月1日时的人口数量为643人。